# Salto de carnero

Salto de carnero en la vía dibujada en verde, que permite a los trenes bifurcar sin invadir la vía dibujada en amarilla.

Un salto de carnero es un tipo de bifurcación de vías de ferrocarril, con la particularidad de que la vía bifurcada pasa por encima o por debajo de las vías principales. La alternativa a este tipo de bifurcación sería crear una con todas las vías al mismo nivel, pero en ese caso los trenes necesitan invadir el resto de vías para tomar la bifurcación, entorpeciendo el tráfico ferroviario.

## Complejidad

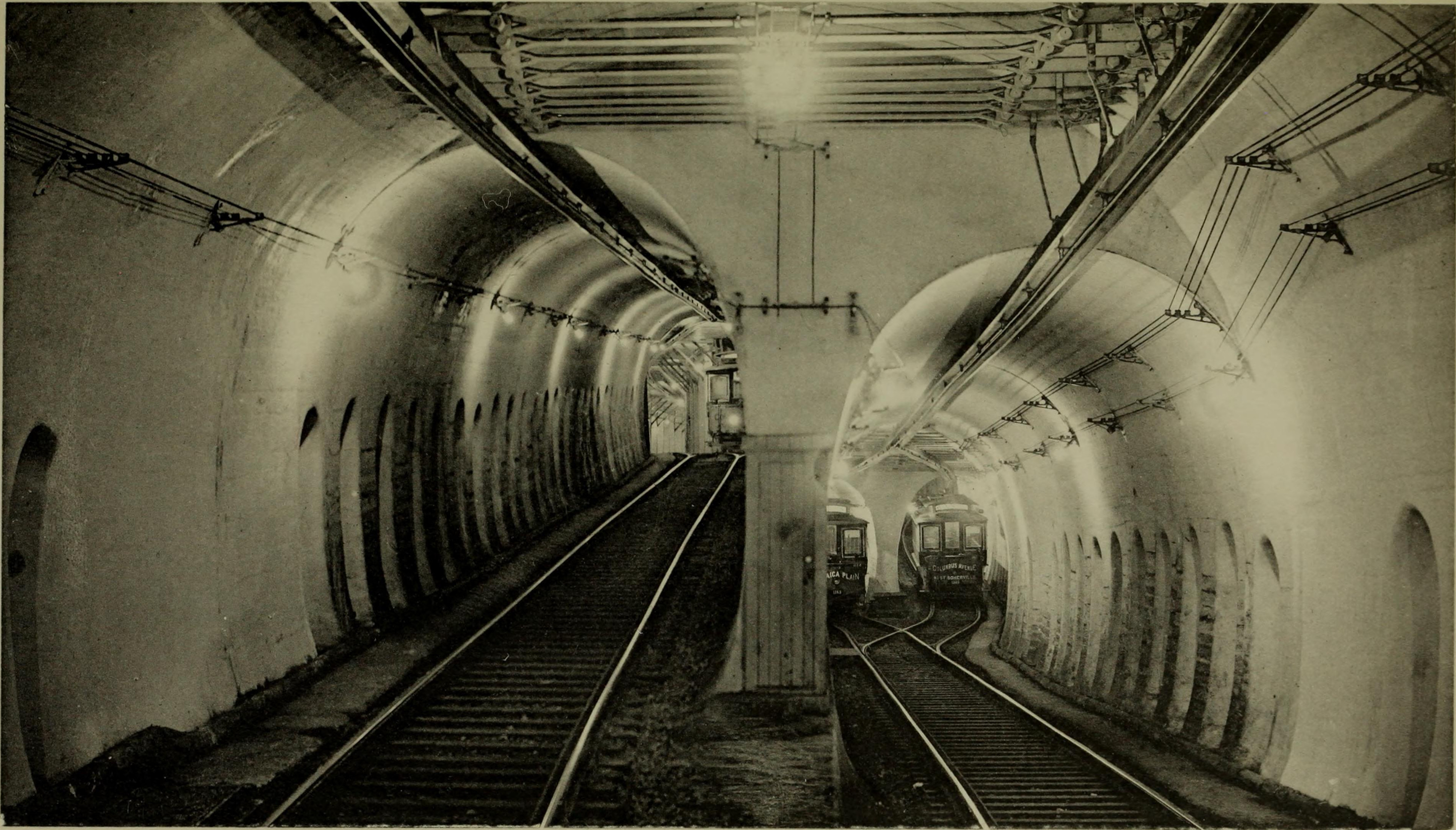
Arranque de un salto de carnero subterráneo en Boston.

Las redes de alta velocidad ferroviaria fomentan el uso de saltos de carnero debido a que, al circular los trenes a gran celeridad, la organización de la circulación se complica si los trenes deben ocupar otras vías para cruzarlas al mismo nivel. Los amplios radios de curva requeridos en la alta velocidad exigen que estos saltos de carnero sean de gran longitud. Por lo tanto, los saltos de carnero más complejos se encuentran en las uniones entre líneas de alta velocidad, donde la necesidad de conectar todas las vías para permitir cualquier tipo de servicio y los parámetros de diseño obligan a crear grandes nudos con numerosas infraestructuras de este tipo.